# Episodi di Resurrection Blvd. (seconda stagione)
La seconda stagione della serie televisiva Resurrection Blvd. è stata trasmessa in prima visione negli Stati Uniti dal 19 luglio al 6 novembre 2001. 
| nº | Titolo originale                   | Titolo italiano       | Prima TV USA      | Prima TV Italia |
| -- | ---------------------------------- | --------------------- | ----------------- | --------------- |
| 1  | Arriba Y Abajo                     | Il ritorno di Carlos  | 19 luglio 2001    |                 |
| 2  | La agonia y el extasis             | L'agonia e l'estasi   | 3 luglio 2001     |                 |
| 3  | Diez y Ocho                        | Compleanno a sorpresa | 10 luglio 2001    |                 |
| 4  | Secretos, Mentiras, y Expectativas | Cuori infranti        | 17 luglio 2001    |                 |
| 5  | Los Guardias                       | La cena di Roberto    | 24 luglio 2001    |                 |
| 6  | Sangre de la Mano                  | La vendetta           | 31 luglio 2001    |                 |
| 7  | Con Cuidado                        | L'inaugurazione       | 7 agosto 2001     |                 |
| 8  | Mano a Mano                        | La resa dei conti     | 14 agosto 2001    |                 |
| 9  | El Que Necesita                    | Qualcuno da aiutare   | 20 agosto 2001    |                 |
| 10 | La Partida                         | Separazioni           | 28 agosto 2001    |                 |
| 11 | Mi Padre                           | Padri e figli         | 4 settembre 2001  |                 |
| 12 | El Mejor Amigo Del Hombre          | Il cane di Miguel     | 11 settembre 2001 |                 |
| 13 | La Nina Perdida                    | La bimba perduta      | 13 febbraio 2002  |                 |
| 14 | Lito                               | Addio nonno           | 25 settembre 2001 |                 |
| 15 | A Puro Dolor                       | Una canzone romantica | 2 ottobre 2001    |                 |
| 16 | Saliendo                           | Rivelazioni           | 9 ottobre 2001    |                 |
| 17 | Bruja                              | Il messaggio          | 16 ottobre 2001   |                 |
| 18 | Compadres                          | La rimpatriata        | 23 ottobre 2001   |                 |
| 19 | Ansiedad                           | Distrutto dall'ansia  | 30 ottobre 2001   |                 |
| 20 | La Gran Pelea                      | La grande sfida       | 6 novembre 2001   |                 |